# Anita Desai
Anita Desai (* 24. Juni 1937 in Masuri) ist eine indische Schriftstellerin, die Romane und Kurzgeschichten verfasst. Sie ist bekannt für die sensible Beschreibung der Gefühle ihrer weiblichen Charaktere. Viele ihrer Novellen beinhalten die Spannungen zwischen Familienmitgliedern oder die Entfremdung von Mittelklassefrauen. In ihren späteren Werken behandelt sie auch den deutschen Antisemitismus, den Untergang der Tradition und die westlichen stereotypischen Ansichten von Indien. Ihre Werke schreibt sie ausschließlich in Englisch.

## Lebenslauf
Sie wurde als Anita Mazumdar als Tochter einer deutschen Mutter und eines bengalischen Vaters geboren. In der Familie sprach sie Deutsch und mit ihren Freunden und Nachbarn Hindi und Urdu. Die englische Sprache lernte sie erst in der Grundschule. Trotzdem schrieb sie mit sieben Jahren bereits auf Englisch und veröffentlichte mit neun Jahren ihre ersten Geschichten. Sie lernte an der „Queen Mary's Higher Secondary School“ und an der University of Delhi, an der sie 1957 einen Bachelor of Arts in englischer Literatur ablegte. Im darauffolgenden Jahr heiratete sie Ashvin Desai, einen Geschäftsmann, mit dem sie zusammen zwei Töchter und zwei Söhne bekam. Eine ihrer Töchter, Kiran Desai, ist ebenfalls Autorin geworden und gewann 2006 den Booker Prize.
Seit den 1950er-Jahren lebte Anita Desai in Neu-Delhi, Kolkata, Mumbai und anderen indischen Städten. Sie war ein Mitglied des Advisory Board for English der National Academy of Letters in Delhi und der American Academy of Arts and Letters. Sie lehrte am Girton College, Smith College in England und am Mount Holyoke College in den Vereinigten Staaten. Seit 1993 unterrichtet sie kreatives Schreiben am Massachusetts Institute of Technology. Jedes Jahr verbrachte sie dort ein Semester und die restliche Zeit in Indien. Sie ist seit 1978 ein Mitglied der Royal Society of Literature in London. 2020 wurde sie von der Royal Society of Literature zur Companion of Literature ernannt.

## Zu ihren Werken
Ihr Debüt hatte Anita Desai im Jahre 1963 mit Cry, the Peacock. Allerdings schrieb sie schon vor ihrer Hochzeit Kurzgeschichten.
1965 folgte Voices of the city, eine Geschichte über die drei Geschwister Amla, Nirode und Monisha und ihren unterschiedlichen Lebensstil in Kolkata. Amla betrachtet die Stadt als Monster, Nirode opfert alles für ihre Karriere und Monisha hält ihrer erdrückenden Existenz im Haushalt einer reichen alten Kolkataer Familie nicht stand. Das 1977 erscheinende Fire on the Mountain, das in Kasuli spielt, beschreibt die Erfahrungen des Lebens dreier Frauen. Es gewann den Winifred Holtby Memorial Prize.
1980 wurde Clear Light of Day veröffentlicht, in dem Anita Desai die Geschichte Delhis mit einer Mittelklasse-Hindufamilie verwebt. Die Hauptperson ist Bim Das, eine unabhängige Frau, die Geschichtsprofessorin ist. Bims Erinnerung an die Familie sind bestimmt von Erfolglosigkeit. Sie fühlt sich von ihrer Schwester Tara betrogen. Ihre Erinnerungen spielen sich in der verrotteten Familienwohnung von Alt-Delhi ab. Tara versteht nicht, warum Bim nichts ändern möchte, wo sie doch die hoffnungslose Atmosphäre des Hauses ablehnt. Der Sommer 1947 trennt die Familie und die Nation. Muslime und Hindus werden geteilt. Desai schildert die gleichen Geschehnisse aus der Sicht von Tara und Bim. Das Werk trägt autobiografische Züge.
Viele Charaktere in ihren Novellen stammen von der anglo-indischen Bourgeoisie ab und deren eheliche Probleme stehen im Vordergrund. Oftmals wählen sie eskapistische Wege, um mit ihrem langweiligen Leben oder dem vermeintlich angenehmeren Leben der Außenwelt fertigzuwerden.
Where shall we go this summer (1975) beschreibt die Geschichte einer Frau namens Sita, die mit ihrem fünften Kind schwanger ist. Sie flüchtet vor ihrer Hochzeit und geht zu dem magischen Inselanwesen ihres verstorbenen Vaters. In The Zigzag Way (2004) trennt sich Anita Desai von ihren familiären Territorien und setzt ihren Schwerpunkt auf Identität und Selbstentdeckung in Mexiko. Seit Mitte der 80er Jahre konzentrierte sie sich auf die Benachteiligten. In Custody (1984) ist ihre ironische Geschichte über literarische Tradition und akademische Illusion. Nur und Deven heißen die Hauptpersonen. Nur ist ein Urdu-Poet, der sich in einer schweren Zeit befindet und Deven ein Hindiprofessor, der realisiert, dass der geliebte Poet nicht das Genie ist, das er sich vorgestellt hatte. Das Buch wurde von Ivory-Merchant verfilmt. In Baumgartner’s Bombay (1987) lässt sie die deutsche Herkunft eines ihrer Elternteile miteinfließen. Ein aus dem Arbeitsleben gegangener jüdischer Geschäftsmann flieht von Nazi-Deutschland nach Indien und lebt dort in Armut. Er pflegt streunende Katzen. Ein deutscher Hippie taucht auf und zerbricht Baumgartners einsiedlerische Existenz.
In beiden Büchern gibt Desai Antworten auf Kritik, die von westlichen Mittelklasseleuten stammen. Ihre Probleme betreffen daher mehr die westlichen Leser als die indischen. In The Journey to Ithaca (1995) beschreibt Anita Desai eine Pilgerfahrt nach Indien durch die zwei Charaktere Mateo und Sophie, die bei der mysteriösen „Mutter“ (The Mother) ihr vorläufiges Ziel findet. Obwohl die beiden Hauptpersonen Europäer sind, ist die Geschichte der „Mutter“ (lose angelehnt an das Leben der Mirra Alfassa, der spirituellen Partnerin Sri Aurobindos), die einst selbst in Indien nach Erfüllung suchte, im Grunde eine frühere Version der Geschichte des Paares. Der Blick auf Indien ist hier europäischer als in Desais früheren Werken. Fasting, Feasting (1999) zeigt die konträre Rolle von amerikanischer und indischer Kultur, sowie den Kontrast der Rollenverteilung der beiden Geschlechter. Arun studiert in Massachusetts und seine Schwester Uma wohnt in einer kleinen Provinzstadt in Indien. Umas Versuche, ihr Zuhause zu verlassen und zu heiraten, enden in einem Desaster. Die Novelle war ein Finalist für den Booker Prize 1999.

## Bibliografie
- Cry, The Peacock, Peter Owen, 1963
- Voices in the City, Peter Owen, 1965
- Bye-Bye Blackbird, 1968
- The Peacock Garden, 1974
- Where Shall We Go This Summer?, Vikas (New Delhi), 1975
- Cut on a Houseboat, 1976
- Fire on the Mountain Heinemann, 1977 (dt. von Helga Pfetsch: Berg im Feuer, 1986)
- Games at Twilight and Other Stories, Heinemann, 1978 (dt. von Reinhild Böhnke: Spiele im Zwielicht)
- The Peacock Garden, (illustrated by Jeroo Roy) Heinemann, 1979
- Clear Light of Day, Heinemann, 1980 (dt. von Ellen Krahe: Im hellen Licht des Tages, 1996)
- The Village By the Sea, Heinemann, 1982 (dt. von Dorothee Asendorf: Das Dorf am Meer – eine Familiengeschichte aus Indien, 1987)
- In Custody, Heinemann, 1984 (dt. von Utta Roy-Seifert: Die Hüter der wahren Freundschaft, 1987)
- Baumgartner’s Bombay, Heinemann, 1987 (dt. von Peter Torberg: Baumgartners Bombay, List, 1993)
- Journey to Ithaca, Heinemann, 1995 (dt. von Regina Schneider: Reise ins Licht, 1996)
- Fasting, Feasting, Chatto & Windus, 1999 (dt. von Helga Pfetsch u. Utta Roy-Seifert: Spiele in der Dämmerung, 2001)
- Diamond Dust and Other Stories, Chatto & Windus, 2000
- The Zig Zag Way, Chatto & Windus, 2004
- Hill of Silver, Hill of Lead, Chatto & Windus, 2005

## Auszeichnungen
- 1978 National Academy of Letters Award: Fire on the Mountain
- 1978 Winifred Holtby Memorial Prize: Fire on the Mountain
- 1980 Booker Prize for Fiction (nominiert auf der Shortlist): Clear Light of Day
- 1983 Guardian Award for Children’s Fiction: The Village by the Sea
- 1984 Booker Prize for Fiction (nominiert auf der Shortlist): In Custody
- 1989 Padma Shri
- 1993 Neil Gunn Prize
- 1999 Booker Prize for Fiction (nominiert auf der Shortlist): Fasting, Feasting
- 2000 Alberto Moravia Prize for Literature (Italien)
- 2014 Padma Bhushan
- 2020 Companion of Literature (Royal Society of Literature)[1]

## Verfilmungen
- 1992: Das Dorf am Meer (The village by the sea)